# Сенаторы I созыва Сената Республики Польша (1989—1991)
Сенаторы I созыва были избраны 4 и 18 июня 1989 года и в результате дополнительных выборов, состоявшихся 8 октября 1989, 4 и 18 февраля 1990, 27 мая и 10 июня 1990. Срок полномочий сенаторов начался в день второго тура парламентских выборов (18 июня 1989), а завершился 25 ноября 1991.
В результате парламентских выборов 1989 года (так называемых договорных или июньских выборов) было избрано 100 сенаторов. Это были первые выборы в Сенат в послевоенной истории Польши — эта палата была ликвидирована в результате референдума, сфальсифицированного коммунистами в 1946 году. Создание Сената и проведение в него вполне свободных и демократических выборов было одной из основных договоренностей Круглого стола, заключенного оппозицией «Солидарности» с властью, собравшейся вокруг ПОРП.
7 апреля 1989 года Сейм Польской Народной Республики внес изменения в конституцию, введя в нее институт Сената Польской Народной Республики, и принял закон о выборах. Согласно ему, сенаторы избирались в 49 округах, охватывающих территорию отдельных воеводств — в 47 избирались по два человека, а в двух — Варшавском и Катовицком — по три представителя в верхнюю палату. 29 декабря 1989 года была внесена очередная поправка в конституцию — название Польской Народной Республики было заменено на название Республики Польша, таким образом, сенаторы Сената Польской Народной Республики стали сенаторами Сената Республики Польша.
99 из 100 сенаторов, избранных на июньских выборах, были представителями оппозиционного Общественного комитета «Солидарность». 92 из них победили уже 4 июня, остальные 7 победили в повторном голосовании 18 июня. 1 место получил независимый кандидат Хенрик Стоклоса, избранный во втором туре.
Среди сенаторов, избранных на контрактных выборах, было 6 женщин и 94 мужчины. Четверо из них имели парламентский опыт ранее — Густав Холоубек, Эдмунд Османчик, Рышард Рейфф и Станислав Стомма заседали в разные сроки в Сейме Польской Народной Республики; место депутата ранее также занимала Дорота Симонидес, победившая на одном из дополнительных выборов в верхнюю палату.
До окончания первого срока полномочий истек срок полномочий 5 сенаторов (во всех случаях в связи со смертью парламентария). Гжегож Бялковский не дожил до дня принесения присяги. После его смерти, а также после смерти Эдмунда Османчика и Адама Становского довыборы проводились трижды. Места Мечислава Тарновского и Яна Юзефа Липского оставались вакантными до конца срока — эти сенаторы умерли после постановления Сейма РП от 9 марта 1991 года, предусматривавшего роспуск обеих палат парламента осенью того же года и проведением полностью свободных выборов.
Первое заседание Сената I созыва началось 4 июля 1989 года в зале заседаний Сейма. Функцию маршала-сеньора исполнял старейший сенатор — Станислав Стомма.

## Клубы и фракции на первой сессии Сената и положение в конце каденции
| Фракции | Фракции                        | VII 1989 | XI 1991 | +/-  |
| ------- | ------------------------------ | -------- | ------- | ---- |
|         | Гражданский парламентский клуб | 99       | 67      | ▼ 32 |
|         | Демократическая Уния           | -        | 29      | -    |
|         | Внефракционные                 | 1        | 2       | ▲ 1  |
| Всего   | Всего                          | 100      | 98      | 98   |

## Президиум Сената I созыва
| Сенатор                                                                     | Сенатор               | Должность                      | Фракция                        | Время в должности | Время в должности | Время в должности |
| Сенатор                                                                     | Сенатор               | Должность                      | Фракция                        | С                 | До                | До                |
| --------------------------------------------------------------------------- | --------------------- | ------------------------------ | ------------------------------ | ----------------- | ----------------- | ----------------- |
|                                                                             | Станислав Стомма      | Маршал-сеньор                  | Гражданский парламентский клуб | 4 июля 1989       | 4 июля 1989       |                   |
| Маршал-сеньор председательствует на заседании Сената до избрания Президиума |                       |                                |                                |                   |                   |                   |
|                                                                             | Анджей Стельмаховский | Маршал Сената                  | Гражданский парламентский клуб | 4 июля 1989       | 25 ноября 1991    |                   |
|                                                                             | Зофья Куратовская     | Вице-маршал                    | Демократическая Уния           | 4 июля 1989       | 25 ноября 1991    |                   |
|                                                                             | Юзеф Сьлиш            | Вице-маршал                    | Гражданский парламентский клуб | 4 июля 1989       | 25 ноября 1991    |                   |
|                                                                             | Анджей Веловейский    | Вице-маршал                    | Демократическая Уния           | 4 июля 1989       | 25 ноября 1991    |                   |
|                                                                             | Анджей Целиньский     | Член Президиума                | внефракционный                 | 4 июля 1989       | 25 ноября 1991    |                   |
|                                                                             | Кжиштоф Козловский    | Член Президиума                | Гражданский парламентский клуб | 4 июля 1989       | 30 марта 1990     |                   |
|                                                                             | Эдвард Венде          | Член Президиума                | Демократическая Уния           | 4 июля 1989       | 25 ноября 1991    |                   |
|                                                                             | Януш Циолковский      | Член Президиума                | Гражданский парламентский клуб | 30 марта 1990     | 25 ноября 1991    |                   |
| Роман Дуда                                                                  | Член Президиума       | Гражданский парламентский клуб | 18 января 1991                 | 1 марта 1991      |                   |                   |
| Ежи Стемпень                                                                | Член Президиума       | Гражданский парламентский клуб | 1 марта 1991                   | 25 ноября 1991    |                   |                   |

Должности секретарей Сената занимали: Анна Богуцкая-Сковроньская, Анджей Чапский, Станислав Обертанец, Кжиштоф Павловский, Анджей Песяк, Ежи Стемпень (до 26 сентября 1989), Бартоломей Колодзей (с 26 сентября 1989).

## Сенаторы, мандат которых был прекращён во время каденции
| Сенатор             | Дата прекращения мандата | Причина                                       | Замещающий               |
| ------------------- | ------------------------ | --------------------------------------------- | ------------------------ |
| Гжегож Бялковский   | 29 июня 1989             | смерть (умер 29 июня 1989, не принёс присяги) | Пётр Анджеевский         |
| Эдмунд Османчик     | 17 октября 1989          | смерть (умер 4 октября 1989)                  | Дорота Симонидес         |
| Адам Становский     | 16 февраля 1990          | смерть (умер 7 февраля 1990)                  | Ежи Клочовский           |
| Мечислав Тарновский | 23 мая 1991              | смерть (умер 11 мая 1991)                     | место осталось вакантным |
| Ян Юзеф Липский     | 19 сентября 1991         | смерть (умер 10 сентября 1991)                | место осталось вакантным |

## Фракции (Положение в конце каденции)

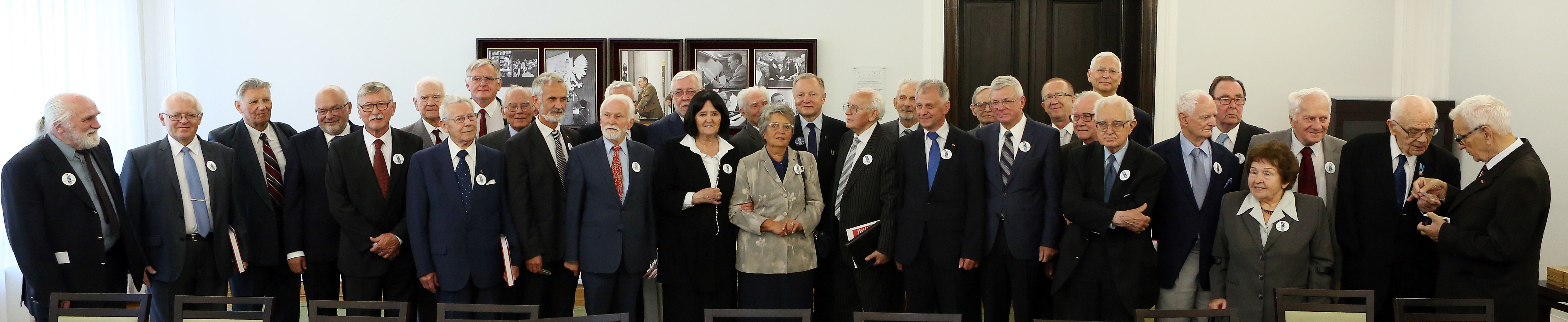
Сенаторы I созыва во время встречи в Сенате (2014)

23 июня 1989 г. депутаты и сенаторы, избранные при поддержке Гражданского комитета «Солидарности» (то есть 99 из 100 сенаторов), собрались в Гражданском парламентском клубе во главе с депутатом Брониславом Геремеком. После преобразований в Сенате по окончании срока полномочий Сената было два парламентских клуба:
- Гражданский парламентский клуб — 67 сенаторов; Роман Дуда был заместителем председателя клуба[35];
- Парламентский клуб Демократического союза — 29 сенаторов; Зофья Куратовская была заместителем председателя клуба[36]; фракция была создана 4 января 1991[37].

Два члена верхней палаты по окончании срока своих полномочий остались внефракционными сенаторами.
| Гражданский парламентский клуб | Гражданский парламентский клуб | Гражданский парламентский клуб | Гражданский парламентский клуб |
| --- | ------------------------------ | ------------------------------ | ------------------------------ |
| |                                |                                |                                |
| - Пётр Анджеевский - Стефан Бембиньский - Эдмунд Билицкий - Влодзимеж Боярский - Антони Боровский - Август Хелковский - Ян Ходковский - Станислав Хробак - Роман Цесельский - Анджей Чапский - Станислав Дембиньский - Ежи Дитль - Роман Дуда - Анджей Фенрих - Болеслав Флешар - Юзеф Гуральчик - Алисия Гжеськовяк - Стефания Хеймановская - Станислав Хоффманн - Габриэль Яновский - Рышард Юшкевич - Антони Ютженка-Тжебятовский - Ярослав Качиньский - Лех Качиньский - Тадеуш Клопотовский - Бартоломей Колодзей - Лех Козёл - Ян Козловский - Анджей Кральчиньский - Эдвард Липец - Веслав Липко - Богдан Лис - Анджей Махальский - Ежи Мадей - Кароль Модзелевский - Ян Мусял - Иренеуш Невяровский - Здзислав Новицкий - Станислав Обертанец - Владислав Папужиньский - Кжиштоф Павловский - Анджей Песяк - Ежи Казимеж Петшак - Лешек Пётровский - Валериан Пётровский - Бенедикт Пщулковский - Эдвард Пызёлек - Анна Радзивилл - Збигнев Рокицкий - Збигнев Ромашевский - Анджей Розмаринович - Францишек Собеский - Анджей Стельмаховский - Ежи Стемпень - Хенрик Стемпняк - Юзеф Сьлиш - Антони Токарчук - Анджей Томашевич - Мечислав Трохимюк - Тадеуш Ульма - Мечислав Устасяк - Хенрик Вильк - Эугениуш Вильковский - Януш Вожница - Тадеуш Заскурский - Януш Циолковский - Антони Журавский |                                |                                |                                |
| Демократическая Уния |                                |                                |                                |
| |                                |                                |                                |
| - Станислав Бернатович - Анна Богуцкая-Сковроньская - Казимеж Бжезиньский - Габриэла Цвойдзиньская - Владислав Финдейзен - Рышард Ганович - Хенрик Гжондзельский - Густав Холоубек - Цезари Юзефяк - Анджей Калициньский - Ежи Клочовский - Кжиштоф Козловский - Эрвин Крук - Мацей Кжановский - Зофья Куратовская - Александр Пашиньский - Ежи Регульский - Рышард Рейфф - Дорота Симонидес - Станислав Стомма - Анджей Щепковский - Анджей Щипёрский - Витольд Тшецяковский - Анджей Вайда - Эдвард Венде - Анджей Веловейский - Тадеуш Зелиньский - Станислав Жак - Станислав Житковский |                                |                                |                                |
| Внефракционные |                                |                                |                                |
| |                                |                                |                                |
| - Анджей Целиньский - Хенрик Стоклоса |                                |                                |                                |

## Главы комиссий
| Комиссия                                                                | Создание комиссии | Председатель комиссии |
| ----------------------------------------------------------------------- | ----------------- | --------------------- |
| Комиссия народного хозяйства                                            | 28 июля 1989      | Цезари Юзефяк         |
| Комиссия по сельскому хозяйству                                         | 6 июля 1990       | Мечислав Трохимюк     |
| Комиссия по культуре, СМИ, науке и народному образованию                | 22 июля 1989      | Владислав Финдейзен   |
| Комиссия по социальной политике и здравоохранению                       | 28 июля 1989      | Казимеж Бжезиньский   |
| Комиссия по правам человека и соблюдению законности                     | 28 июля 1989      | Збигнев Ромашевский   |
| Комиссия по регламенту и сенаторским делам                              | 28 июля 1989      | Лех Козёл             |
| Комиссия местного самоуправления                                        | 28 июля 1989      | Ежи Стемпень          |
| Комиссия по охране окружающей среды                                     | 6 июля 1990       | Август Хелковский     |
| Комиссия инициатив и законотворческой работы                            | 28 июля 1989      | Тадеуш Зелиньский     |
| Комиссия по эмиграции и полякам за границей                             | 28 июля 1989      | Рышард Рейфф          |
| Комиссия по иностранным делам                                           | 28 июля 1989      | Станислав Дембиньский |
| Конституционная комиссия                                                | 7 декабря 1989    | Алисия Гжеськовяк     |
| Чрезвычайная комиссия по горным делам                                   | 28 декабря 1990   | Лешек Пётровский      |
| Комиссия национальной обороны                                           | 24 мая 1991       | Хенрик Вильк          |
| Комиссия хозяйственного законодательства (ликвидирована 27 апреля 1990) | 8 декабря 1989    | Ежи Дитль             |

## Комментарии
1. ↑  На дату создания 23 июня 1989. На первом собрании насчитывал 98 человек (Гжегож Бялковский не принёс присяги).
2. ↑  Сенаторы, которые не вступили ни в одну из фракций, или вышли из них в течение каденции.
3. ↑  Сенаторы избранные по спискам Гражданского комитета «Солидарности».
4. ↑  С 17 октября 1989 (присяга).
5. 1 2 3 4 5 6 7 8 9 10 11 12 13 14 15 16 17 18 19 20 21 22 23 24 25 26 27 28 29 30  Избран по спискам Гражданского комитета «Солидарности».
6. ↑  С 21 июня 1990 (присяга).
7. ↑  С 1 марта 1990 (присяга).
8. ↑  Избран по списку собственного избирательного комитета.